# Miroslav Šola
Miroslav Šola (* 13. Oktober 1968 in Kakanj, Jugoslawien, heute Bosnien und Herzegowina) ist ein ehemaliger jugoslawischer Fußballspieler.

## Leben
Šola begann seine Karriere in seinem Heimatverein FK Rudar Kakanj, bevor es ihn in die Jugend des bosnischen Traditionsvereins NK Celik Zenica zog. Dort durchlief Šola alle Jugendmannschaften, ehe er den Sprung in den Profikader schaffte. Dort gab er sein Debüt im Alter von 17 Jahren. Er wurde aufgrund seiner Leistung in der Profi Liga schnell zum A-Jugend Nationalspieler. Dort kam er 17 mal zum Einsatz und erzielte dabei 6 Tore.
Aufgrund des aufkommenden Krieges floh der damals 19-Jährige mit seinen Eltern und Geschwistern nach Herne. Dort begann er bei Blau Weiß Börnig wieder, Fußball zu spielen. Nach nur einem erfolgreichen Jahr wechselte Šola zum SC Constantin in die Landesliga. 1991 wechselte er in die 2. Mannschaft des VfL Bochum. Aufgrund vieler Verletzungen und privater Probleme in der Heimat entschied Šola, für ein halbes Jahr zurück in die Heimat zu gehen. Nach seiner Rückkehr nach Deutschland spielte er beim SV Sodingen, später bei Westfalia Herne. 
Im Alter von 34 Jahren beendete der „Bosnien-Bomber“ seine Karriere und spielte als Reservist beim FC Neuruhrort. Miroslav Šola hat zwei Kinder und lebt in Herne.
| Personendaten    | Personendaten                 |
| ---------------- | ----------------------------- |
| NAME             | Šola, Miroslav                |
| KURZBESCHREIBUNG | jugoslawischer Fußballspieler |
| GEBURTSDATUM     | 13. Oktober 1968              |
| GEBURTSORT       | Kakanj                        |